# Canon antiaérien Type 14 10 cm
Le  Canon antiaérien Type 14 10 cm  (十四年式10cm高射砲, Jyūyonen-shiki jissenchi Koshahō) était une pièce d'artillerie  utilisé par l'Armée Japonaise durant  la Seconde guerre mondiale. La dénomination Type 14 indique que ce canon fut adopté par l'Armée impériale japonaise la 14e année du règne de l'Empereur Taishō, soit 1925 dans notre calendrier grégorien. Produit en petite quantité en raison de son cout élevé, celui-ci fut remplacé par le canon antiaérien Type 88 75 mm au début de la Seconde guerre mondiale.

## Histoire et développement
À la suite des retours d'expérience de la Bataille de Tsingtao, durant laquelle l'Armée impériale affronta la jeune Luftstreitkräfte allemande (force aérienne de l'empire allemand), l'Etat major impérial nippon prit conscience que cette nouvelle technologie allait constituer une menace grandissante exigeant des contre-mesures. Cette conclusion fut encore renforcée par les rapports de ses observateurs militaires dépêchés sur  le front européen de la Première Guerre mondiale.
Après la mise en service du canon antiaérien Type 11 75 mm et son utilisation durant la guerre sino-japonaise, l'Armée impériale japonaise réalisa rapidement que celui-ci manquait cruellement de puissance et de portée pratique pour protéger les villes japonaises des bombardements stratégiques ennemis. Une version plus puissante, désignée Type 14 10 cm fut élaborée à partir de 1925. Cependant, ce nouveau canon se révéla être  couteux à construire et d'une précision moyenne. De ce fait, seuls 70 exemplaires furent produits avant son remplacement par le  Type 88 de 75 mm.

## Conception
Le Type 14 10 cm est un canon à tube unique avec une culasse à glissement horizontal et possédant un système d'amorti du recul hydropneumatique. En position de tir, celui-ci est installé sur une plateforme circulaire avec un piédestal central, assurant une rotation de 360° et un angle tir jusqu'à +85°. La stabilité de cette plateforme est assurée par six bras articulés,  ajustables  individuellement suivant la nature du terrain.  Pour le transport, le canon est alors muni de roues, qui seront détachées pour la mise en batterie. La vitesse de remorquage maximale autorisée est de 9 km/h. La mise en batterie nécessite entre 30 et 45 minutes.
Ce canon est en fait une version agrandie du Type 11 de 75 mm améliorant la portée et la puissance. Ses obus de 16 kg  (au lieu de 6,5 kg) pouvaient s'élever à une altitude effective de 10 500 m (contre seulement 6 500 m. Cependant, si l'augmentation du calibre a permis d'améliorer les caractéristiques balistiques, le fait de garder la même structure conserve les mêmes handicaps, à savoir la cadence de tir. Celle-ci déjà faible sur le Type 11 75 mm, diminua à 1 ou 2 coups par minute en raison de la taille des obus. Des tests furent effectuées en 1928, pour adapter un système de chargement automatique, améliorant la cadence à 2 ou 3 coups par minute.

## Service opérationnel
Tous les canons antiaériens Type 14 10 cm furent assignés à la 4e division d'artillerie antiaérienne de l'Armée Impériale, basée à Kyūshū durant la Guerre du Pacifique. Plusieurs unités ont été déployées autour des grandes villes de l'ile et notamment Kitakyushu, pour protéger la population civile des bombardements américains. À noter que la plupart des batteries antiaériennes étaient stationnées autour des aciéries Yamata (en).
Entre 1933 et 1934, quelques exemplaires furent montés sur les trains blindés spéciaux destinés à garder les voies de chemin de fer en Manchourie.